# Anna Bartels
Anna Katarina Bartels, född Fernquist 9 december 1869 i Gävle, död 17 februari 1950 i Rådmansö, var en svensk operasångare (sopran).
Bartels var dotter till fabrikör C.J. Fernquist och Charlotta Larsson och studerade sång för bland andra Signe Hebbe 1893, Emilie Mechelin 1894–1895 och Désirée Artôt 1899–1901.
Hon var engagerad vid Hjalmar Selander lyriska avdelning 1895–1896 och Eldoradoteatret i Kristiania 1896–1897 samt från 1897 vid Kungliga teatern i Stockholm. Hon tilldelades Litteris et Artibus 1923. Bland hennes roller märks bland annat Philine i Mignon, lady Harriet i Martha, Micaela i Carmen, Nattens drottning i Trollflöjten, Elvira i Don Juan, Marcelina i Figaros bröllop och Musette i Bohéme.
Bartels var gift med konstnären Carl Olof Bartels från 1902.